# Zastawie (obwód wołyński)
Zastawie (ukr. Застав'є́, Zastawje) – wieś na Ukrainie, w obwodzie wołyńskim, w rejonie kowelskim, w hromadzie Luboml. W 2001 roku liczyła 106 mieszkańców. 
Do 2020 w rejonie lubomelskim. 

## Urodzeni w Zastawiu
- Gustaw Dach – żołnierz Związku Walki Zbrojnej Armii Krajowej oraz Narodowego Zjednoczenia Wojskowego[2].